# 珍重再見 精選+新歌
| 評論得分 | 評論得分 |
| 來源     | 評分     |
| -------- | -------- |
| AllMusic | [ 1 ]    |

珍重再見 精選+新歌（The Day You Went Away: The Best of M2M）是挪威音樂組合M2M的精選輯。它于2003年发行，此時M2M已解散了一年。该合辑包括他们两张录音室专辑Shades of Purple和The Big Room中的所有单曲、其他歌曲的原声版本和专辑曲目。AllMusic的Marisa Brown给这张专辑打了四颗星（满分五颗星）。